# Audio Stream Input/Output
Audio Stream Input/Output (ASIO) ist ein von Steinberg Media Technologies entwickeltes, mehrkanalfähiges Audiotransfer-Protokoll.
Mittels ASIO wird es einer entsprechenden Software ermöglicht, auf die Multi-channel-Fähigkeiten vieler (professioneller) Sound- und Recordingkarten zuzugreifen. Außerdem ermöglicht ASIO die für den professionellen Einsatz geforderten geringen Latenzen. In günstigen Konfigurationen kann die Latenz bis auf wenige Millisekunden reduziert werden.
ASIO wird von vielen Audio- und Midi-Sequenzern unterstützt; viele Audio-Interfacehersteller stellen ASIO-Treiber für ihre Produkte bereit.
Die aktuelle Version von ASIO ist 2.3 (Stand: 21. Juni 2020) und unterstützt 64-Bit-Systeme und DSD (Direct Stream Digital). Alle Windows-Versionen ab Windows 98 Second Edition werden unterstützt.
Unter Windows ist ASIO quasi der Software- und Hardware-Standard für echtzeitfähige Klangverarbeitung. Alternativen, auch bei anderen Betriebssystemen sind:
- ALSA (Linux)
- Core Audio (Mac OS X)
- JACK (Linux, Mac OS X und Windows)
- WDM Kernel Streaming (Windows)